# Spacer (TV-serie)
Spacer är en TV-serie, skriven och regisserad av Johan Kling. Serien producerades för Sveriges Television och sändes i 4 x 45 minuter långa avsnitt 2005. Spacer är en mockumentär, och har formen av en dokumentär om en amatörfilmare som gör en dokumentär. Scenerna utger sig omväxlande för att vara en skildring av dokumentärfilmarens arbete och för att vara den föregivna dokumentärfilmen. Huvudrollen spelas av Olle Kvarnsmyr.